# Jan Vejrych
Jan Vejrych,  češki arhitekt, * 6. junij 1856, Horní Branná, † 24. junij 1926, Dobrá Voda, Březnice, okraj Příbam.
Vejrych je deloval v 19. in 20. stoletju.
V Sloveniji je najbolj poznan po izdelavi načrtov za izgradnjo Narodnega doma v Mariboru.